# Кук, Дастин
Дастин Кук (англ. Dustin Cook, 11 февраля 1989, Оттава) — канадский горнолыжник, серебряный призёр чемпионата мира 2015 года в супергиганте. Участвовал также в чемпионате мира 2013 года в гигантском слаломе, но занял лишь 39-е место после первой попытки, а на второй не дошёл до финиша. 
В кубке мира дебютировал в конце ноября 2010 года на этапе в Лейк Луисе. Первой гонкой стал скоростной спуск 27 ноября, где Дастин занял 60-е место из 64 финишировавших спортсменов.
8 марта 2015 года впервые поднялся на подиум на этапе Кубка мира, заняв третье место в супергиганте в норвежском Квитфьелле.
19 марта 2015 года одержал первую победу на этапе Кубка мира, в супергиганте в  Меребеле (Франция)

## Победы на этапах Кубка мира (1)
По состоянию на 19 марта 2015 года
| № | Сезон   | Дата        | Место    | Дисциплина  |
| - | ------- | ----------- | -------- | ----------- |
| 1 | 2014/15 | 19 мар 2015 | Мерибель | Супергигант |

## Дастин Кук на чемпионатах мира
| Чемпионаты мира      | Скоростной спуск | Супергигант | Гигантский слалом | Слалом | Супер- комбинация | Команды |
| -------------------- | ---------------- | ----------- | ----------------- | ------ | ----------------- | ------- |
| 2013 Шладминг        | —                | —           | DNF               | —      | —                 | —       |
| 2015 Бивер-Крик/Вейл | —                | 2           | 12                | —      | —                 | —       |